# Eccoptomera longiseta
Eccoptomera longiseta – gatunek muchówki z rodziny błotniszkowatych i podrodziny Heleomyzinae.
Gatunek ten opisany został w 1862 roku przez F. Hermanna Loewa.
Muchówka o ciele długości od 3 do 4 mm. Czułki mają trzeci człon z wyraźnym kątem koło wierzchołka. W chetotaksji tułowia występuje jedna para szczecinek śródplecowych leżąca przed szwem poprzecznym oraz jedna para szczecinek sternopleuralnych. Przedpiersie i tarczka są nagie. Kolce na żyłce kostalnej skrzydła są dłuższe niż owłosienie. Środkowa para odnóży ma golenie z jedną szczecinką przedwierzchołkową na powierzchni grzbietowej. Tylna para odnóży samca ma spodnią powierzchnię uda zaopatrzoną w krótki rządek kolcopodobnych szczecinek. Narządy rozrodcze samca cechują skierowane do wewnątrz i krótsze od przysadek odwłokowych endyty.
Owad znany z Hiszpanii, Wielkiej Brytanii, Francji, Belgii, Holandii, Niemiec, Szwajcarii, Austrii, Danii, Szwecji, Finlandii, Estonii, Polski, Czech, Słowacji, Węgier, Białorusi, Rumunii, Bułgarii i europejskiej części Rosji.